# Hypericum selaginella
Hypericum selaginella är en johannesörtsväxtart som beskrevs av N.K.B. Robson. Hypericum selaginella ingår i släktet johannesörter, och familjen johannesörtsväxter. Inga underarter finns listade i Catalogue of Life.